# Stadionul Dan Păltinișanu (2025)
Stadionul Dan Păltinișanu este un stadion de fotbal propus din Timișoara, România. Dacă va fi finalizat, acesta va înlocui stadionul omonim construit în 1963. Noul stadion va fi al doilea ca mărime din România, după Arena Națională din București.

## Proiect
Ideea construirii unui nou stadion a apărut în 2015, când Nicolae Robu, fostul primar al Timișoarei, a prezentat un plan care prevedea restructurarea zonei cunoscute sub numele de Olimpia prin construirea unui stadion de 40.000 de locuri, a unui bazin olimpic de înot, a unei săli de sport multifuncționale de peste 16.000 de locuri, a unui hotel și a unui velodrom. Vechiul stadion Dan Păltinișanu se afla într-o stare avansată de degradare, unele părți ale tribunelor fiind închise publicului, iar o eventuală renovare nu se justifica, având în vedere costurile ridicate. Propunerea a fost prezentată la cea de-a 19-a ediție a Târgului Internațional de Proprietăți și Investiții, care a avut loc la Centrul Expozițional Messe München în octombrie 2016.
Proiectul tehnic al viitorului stadion a început în ianuarie 2021, iar studiul de fezabilitate a fost aprobat de consilierii județeni în iunie 2021. Conform studiului, capacitatea va fi de 32.150 de locuri, iar costurile de construcție se vor ridica la 170 de milioane de euro, din care 7 milioane vor fi suportate de Consiliul Județean Timiș. Este al doilea cel mai scump stadion care va fi construit în România, după Arena Națională din București. În plus, va fi doar parțial acoperit astfel încât să poată găzdui și evenimente culturale sau de divertisment, deservind întreaga comunitate. Termenul de finalizare al proiectului este 2027. Investiția va fi realizată de Compania Națională de Investiții, care va trece arena în patrimoniul județului Timiș. Inițial, Alin Nica, președintele Consiliului Județean Timiș, a propus construirea unei piste de atletism în jurul stadionului, însă ideea a fost rapid respinsă de reprezentanții galeriilor de fotbal din oraș. Stadionul "Dan Păltinișanu" nu va avea pistă de atletism, iar tribunele se vor afla în imediata apropiere a terenului de joc, cu respectarea cerințelor minime de distanță impuse de regulamentele competițiilor de fotbal.
Conform Federației Române de Fotbal, stadionul va fi de categoria 4 - nivel de competiție internațională.

## Construcție
Demolarea vechiului stadion este estimată la 6 milioane de euro și a fost aprobată de consilierii județeni în iunie 2023. La rândul său, guvernul a emis hotărârea de demolare în august 2024. Demolarea efectivă a început în februarie 2025. Înainte de aceasta, mii de scaune au fost demontate și distribuite pe alte terenuri de fotbal din județul Timiș.